# The New Record by My Bloody Valentine
| 전문가 평가 | 전문가 평가 |
| 평가 점수   | 평가 점수   |
| 출처        | 점수        |
| ----------- | ----------- |
| 올뮤직      | [ 1 ]       |

“The New Record by My Bloody Valentine”은 아일랜드의 얼터너티브 록 밴드 마이 블러디 밸런타인의 두 번째 익스텐디드 플레이로 1986년 9월 칼레이도스코프 사운드를 통해 발매되었다. 런던의 알래스카 스튜디오에서 녹음한 EP는 “C86”의 영향을 받아 인디 팝과 함께 밴드 초기의 포스트펑크 사운드에서 갈라지는 작품이다.
올뮤직은 “The New Record by My Bloody Valentine”을 "밴드의 사운드 발전에 있어서 가장 중요하였던 시기"라고 언급하였으며 "밴드가 지저스 앤드 메리 체인의 영향을 받기 시작하며 팝 음악과 노이즈를 실험하기 시작한 시점"이라고 이야기하였다. 음반 발매 이후 “The NEw Record by My Bloody Valentine”은 영국 인디펜던트 싱글 차트에서 22위를 기록하였다.

## 트랙 리스트
전체 작사·작곡: 표시된 곳을 제외하고는 케빈 실즈와 데이비드 콘웨이
| #  | 제목                           | 작사·작곡                     | 재생 시간 |
| -- | ------------------------------ | ----------------------------- | --------- |
| 1. | 〈Lovelee Sweet Darlene〉      |                               | 2:13      |
| 2. | 〈By the Danger in Your Eyes〉 | 실즈, 콘웨이, 오콜름 시오소익 | 2:51      |

| #            | 제목                          | 재생 시간 |
| ------------ | ----------------------------- | --------- |
| 3.           | 〈On Another Rainy Saturday〉 | 2:41      |
| 4.           | 〈We're So Beautiful〉        | 2:31      |
| 총 재생 시간 | 총 재생 시간                  | 10:16     |

## 참여진
크레딧은 음반의 라이너 노트에서 발췌하였다.
마이 블러디 밸런타인
- 데이비드 콘웨이 - 보컬
- 케빈 실즈 - 기타, 보컬
- 데비 구지 - 베이스
- 콜름 오시오소익 - 드럼

기술
- 마이 블러디 밸런타인 - 프러듀싱
- 조 포스터 - 프로듀싱
- 스티브 넌 - 엔지니어링
- 피트 피터슨 - 사진

## 차트
| 차트 (1986)               | 최고 순위 |
| ------------------------- | --------- |
| 영국 인디펜던트 싱글 차트 | 22        |

### 참고 문헌
- Lazell, Barry (1997). 《Indie Hits: 1980–1989: The Complete Guide to UK Independent Charts (Singles & Albums)》. London: Cherry Red. ISBN 0-9517206-9-4.